# Camponotus circularis
Camponotus circularis är en myrart som beskrevs av Mayr 1870. Camponotus circularis ingår i släktet hästmyror, och familjen myror.

## Underarter
Arten delas in i följande underarter:
- C. c. circularis
- C. c. rufitibia